# Aleksander Zarzycki
Aleksander Zarzycki (Lwów (Lemberg), Oostenrijk-Hongarije (nu Lviv, Oekraïne), 26 februari 1834 – Warschau, 1 november 1895) was een Pools pianist, componist, muziekpedagoog en dirigent. Hij was auteur van verschillende piano- en vioolcomposities zoals mazurkas, polonaises, krakowiaks, en liederen. Verder schreef hij een pianoconcert in As-majeur, Op. 17, een Grande Polonaise Op. 7 voor piano en orkest en een orkestsuite.

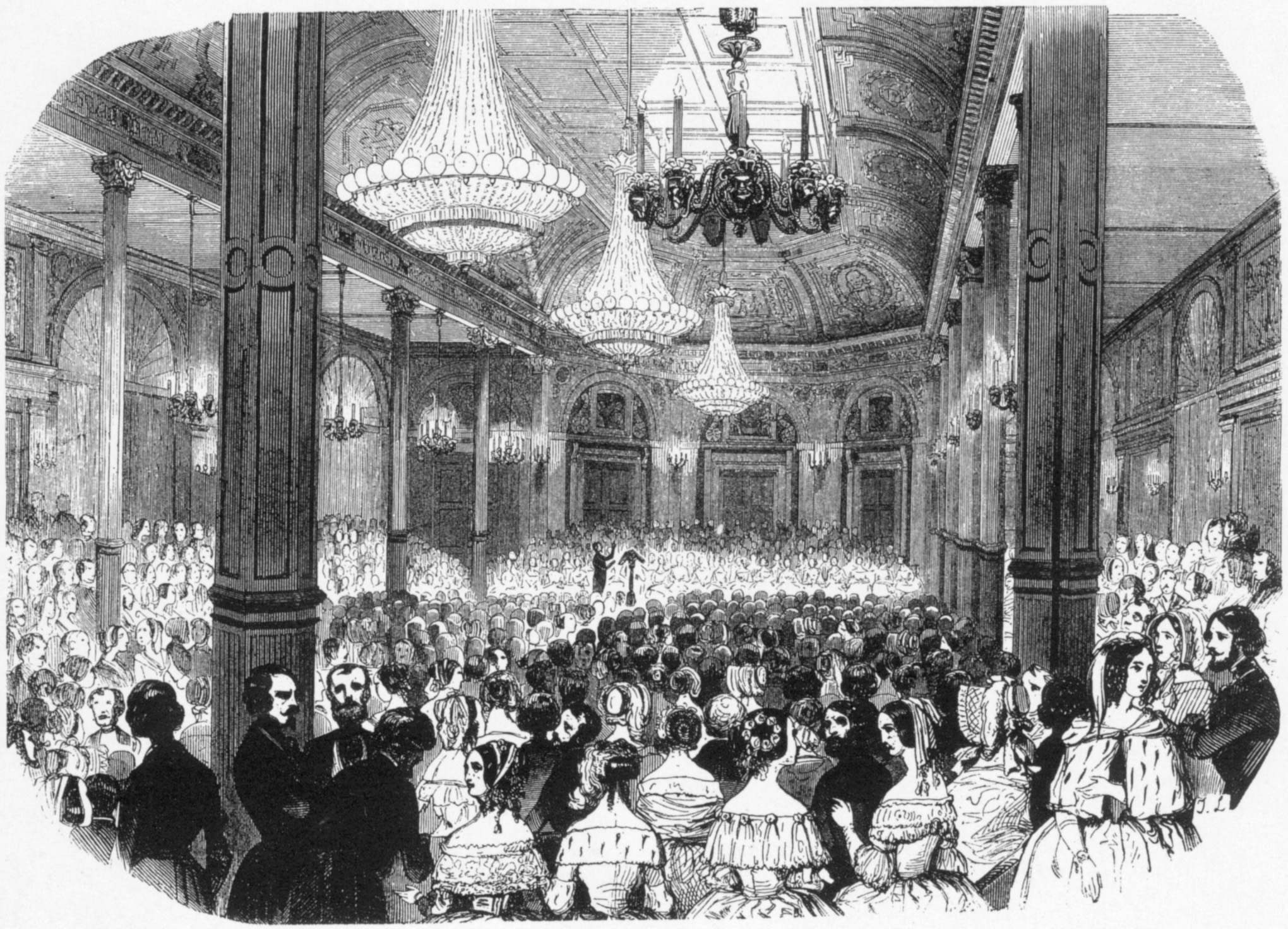
Muziekgebouw Salle Herz in Parijs, 1843

Zarzycki speelde een belangrijke rol in de ontwikkeling van de muzikale opleiding en educatie in het Polen van de 19e eeuw. Zo was hij in 1871 medeoprichter en de eerste directeur van het Warschause Muziekgezelschap (Warszawskie Towarzystwo Muzyczne) en in de jaren 1879-1888 directeur van het Warschaus Muziek Instituut (Insytut Muzyczny w Warszawie), het latere conservatorium van Warschau. Een van de docenten die hij binnenhaalde was Paderewski.
Zarzycki was een uitmuntend pianist, die halverwege de jaren 1850 in Berlijn had gestudeerd voordat hij in 1857 naar Parijs verhuisde om zijn carrière als componist voort te zetten. Drie jaar na zijn studie voerde hij zelf zijn twee nieuwe composities uit in de Salle Herz, de Grande Polonaise voor piano en orkest en het Pianoconcert in As-majeur.
Een van de erfenissen van Chopin, zowel binnen als buiten Polen, was om de ziel van het land en haar volk muzikaal weer te geven in bekende en populaire dansvormen van het land. Dat is ook het geval in Zarzycki's Grande Polonaise, geschreven tussen 1859 en 1860 en opgedragen aan de beroemde dirigent Hans von Bülow die Zarzycki waarschijnlijk voor het eerst ontmoette in Berlijn en Pianoconcert in As-majeur, eveneens gecomponeerd tussen 1859 en 1860 en opgedragen aan de Russische pianist Nikolaj Rubinstein. De ontstaansgeschiedenis en de structuur van het pianoconcert zijn ietwat mysterieus. Het stuk bestaat maar uit twee delen: een Andante in As gevolgd door een Allegro ma non troppo in F-mineur, die tegen het einde overgaat in F-majeur. Het pianoconcert werd pas twintig jaar nadat het geschreven was - in 1881 - uitgegeven en bij die uitgave stond geen informatie omtrent het werk zelf vermeld. In 2013 is het pas voor het eerst opgenomen op cd door de Engelse pianist Jonathan Plowright voor het label Hyperion.
De stijl van Zarzycki is eenvoudig en lyrisch, grenzend aan het sentimentele. Van zijn werk wordt tegenwoordig niets meer uitgevoerd.